# Göktürk
Göktürk ist ein türkischer männlicher Vorname mit der Bedeutung Göktürke (dt. himmlischer Türke). Der Vorname tritt auch als Familienname auf.

## Bekannte Namensträger

### Vorname
- Göktürk Taşdemir (* 1980), türkischer Eishockeyspieler

### Familienname
- Deniz Göktürk (* 1963), deutsch-türkische Germanistin, Essayistin und literarische Übersetzerin
- Gülden Göktürk (* 1953), türkische Musikerin, siehe Gülden Karaböcek
- Pia Angela Göktürk (1927–2020), deutsche Sozial- und Sprachwissenschaftlerin